# 훈민정음 언해

훈민정음 언해

훈민정음 언해(訓民正音諺解)는 한문으로 쓰여진 《훈민정음 해례본》중에서 어제 서문과 예의(例義) 부분만을 한글로 풀이하여 간행한 것이다. 《훈민정음 해례본》은 완전한 책의 형태를 갖춘 단행본이지만 '언해본'이라고 통칭되는 '훈민정음 언해'는 《월인석보》 1권 책머리에 실려있다. 이는 중세 한국어의 모습을 알 수 있는 중요한 문헌 자료이다.

## 판본
훈민정음 언해는 대개 15장으로 되어 있다. 판본은 몇 가지가 전하고 있으며 1459년(세조 5년)에 간행된 《월인석보》 1권의 책머리에 실려 〈세종어제훈민정음(世宗御製訓民正音)〉으로 합본된 월인석보본과 박승빈(朴勝彬)이 가지고 있다가 고려대학교 아세아문제연구소의 육당문고에 소장된 판본이 주로 활용되는 판본이다. 일본 궁내성과 일본인 학자가 가지고 있는 판본도 있다. 박승빈이 소장했던 언해본은 단행본으로 알려져 있었으나, 정밀한 조사에 의하면 『월인석보』 책머리 부분을 따로 제책한 것이다.
한편 월인석보본은 두 가지 판본이 전하고 있다. 하나는 서강대학교에 소장하고 있는 판본인데, 이것이 원간본으로 보이며 예의 부분에 치두음과 정치음에 관한 규정이 새로 첨가되어 있다. 또 하나는 1572년(선조 5년) 경상북도 영주시 희방사(喜方寺)의 복각본(覆刻本)이며 이는 서강대학교에서 소장하고 있는 판본보다 후세에 만들어진 듯하다. 서강대학교에 소장하고 있는 판본에서 새로 첨가된 부분이 있는 것은 중국의 한자음을 정리하기 위해 훈민정음 창제 이후 일부 규정을 더한 것으로 생각할 수 있다.

## 표기
훈민정음 언해는 한문으로 된 훈민정음의 본문을 먼저 쓰고, 그 아래 한글로 협주를 단 뒤 한글로 새로이 한문을 풀이하는 방식으로 쓰여 있다. 따라서 훈민정음에 쓰인 한문을 읽은 뒤 그 한문의 각 글자 풀이를 읽고, 한글로 번역된 부분을 읽게 되는 것이다. 곧 한문을 모르더라도 훈민정음을 이해할 수 있도록 하고 있는 것이다.
예를 들면 "國之語音이"로 먼저 한문을 제시한 뒤, "國은 나라이다. 之는 입겿(어조사)이다."하는 식으로 한문의 각 글자에 대한 풀이를 하고 있다. 물론 각 글자에 대한 풀이로 제대로 된 해석을 할 수 없는 경우 한자로 된 단어를 통째로 풀이하기도 한다. 이렇게 한자에 대한 풀이 후 "나라의 말이"로 완성된 번역을 보여주는 것이다.
그리고 각 한자에는 아래에 작은 글자로 해당 한자의 소리를 적어놓고 있다. 간혹 한자만을 적거나 한글을 크게 적고 아래에 한자를 작게 적는 방식으로 표기한 문헌이 발견되지만 대개 이러한 방식이 훈민정음 이래 많은 문헌에서 발견되고 있다.
이렇게 한자어의 아래 작은 글자로 표기된 한글의 표기 방식은 동국정운식 표기로 불리는 것인데, 중국에서 사용되는 실제 중국 발음과 유사하게 적기 위한 표기라든지 초성, 중성, 종성이 모두 들어가야 하는 성음법을 지키고 있어 실제 사용되는 현실음의 표기와 다른 것이 나타나기도 한다. 또한 이러한 표기로 인해 고유어의 표기 방식과는 다른 모습을 보여주기도 한다.

## 서문

한문
훈민정음

훈민정음의 어제 서문 내용은 다음과 같다.
| 한문 | 중세 한국어 |
| --- | --- |
| 國之語音이 異乎中國ᄒᆞ야 與文字로 不相流通ᄒᆞᆯᄊᆡ〮 故로〮 愚民이〮 有所欲言ᄒᆞ〮야도〮 而終不得伸其情者ㅣ 多矣라〮 予ㅣ 爲此憫然ᄒᆞ〮야〮 新制二十八字ᄒᆞ〮노니〮 欲使人人ᄋᆞ〮로〮 易習ᄒᆞ〮야〮 便於日用耳니라〮。 | 나랏〮말〯ᄊᆞ미〮 中國에〮달아〮 文字와〮로〮 서르 ᄉᆞᄆᆞᆺ디〮 아니〮ᄒᆞᆯᄊᆡ〮 이〮런 젼ᄎᆞ〮로〮 어린〮 百姓이〮 니르고〮져〮 호ᇙ〮 배〮 이셔〮도〮 ᄆᆞᄎᆞᆷ〮내〯 제 ᄠᅳ〮들〮 시러〮 펴디〮 몯 ᄒᆞᇙ 노〮미〮 하니〮라〮 내〮 이〮ᄅᆞᆯ〮 爲ᄒᆞ〮야〮 어〯엿비〮 너겨〮 새〮로〮 스〮믈〮여듧〮 字ᄅᆞᆯ〮 ᄆᆡᇰᄀᆞ〮노니〮 사〯ᄅᆞᆷ마〯다〮 ᄒᆡ〯ᅇᅧ〮 수〯ᄫᅵ〮 니겨〮 날〮로〮 ᄡᅮ〮메〮 便安킈〮 ᄒᆞ고〮져〮 ᄒᆞᇙ ᄯᆞᄅᆞ미〮니라〮。 |
| 현대 한국어 | |
| 나라의 말소리가 중국과 달라 문자(한자)로 서로 통하지 않아서 그런 까닭으로 우리 백성이 말하고자 하는 바가 있어도 그러나 그 뜻을 (글로) 완전 펼치지 못하는 것들이 많다. 내가 이에 대하여 딱하게 여겨 새로 스물여덟 자를 만드니 사람마다 하여금 쉽게 익혀 나날이 쓰는데 편리하게 하고자 할 뿐이다 | |

- 한문
- 훈민정음

## 현대 한국어와 비교하기
| 항목        | 훈민정음 언해 | 현대 한국어 |
| ----------- | --- | --- |
| 문자의 차이 | - 닿소리: 각자병서, 합용병서, 여린히읗, 반시옷, 순경음비읍 쓰임 - 홀소리: 아래아 사용 | - 닿소리: 각자병서 중 ‘ㄲ·ㄸ·ㅃ·ㅆ·ㅉ’만 쓰임 - 홀소리: 제주 방언을 제외하면 아래아가 쓰이지 않음                                                         |
| 표기의 차이 | - 성조 표시: 당시의 변별 자질로 쓰였던 성조 표기에 방점이 쓰임 - 형태소 표기: 이어적기가 대부분 - 한자어 표기: 동국정운식 표기가 쓰임 - 띄어쓰기: 띄어쓰기가 없음                                         | - 성조 표시: 성조가 사라지면서 쓰이지 않게 됨 - 형태소 표기: 끊어적기가 대부분 - 한자어 표기: 동국정운식 표기가 쓰이지 않음 - 띄어쓰기: 띄어쓰기를 함     |
| 발음의 차이 | - 구개음화가 일어나지 않음(펴디〮) - 두음법칙이 적용되지 않음(니르고〮져〮, 너겨〮, 니겨〮) - 원순모음화가 일어나지 않음(스〮믈〮)                                                                                      | - 구개음화가 일어남(펴지) - 두음법칙이 적용됨(이르고자, 여겨, 익혀) - 원순모음화가 일어남(스물)                                                           |
| 문법의 차이 | - 조사의 쓰임 - 비교 부사격 조사: ‘에’가 쓰임 - 주격 조사: ‘ㅣ’는 ‘ㅣ’를 제외한 홀소리, ‘이’는 자음 아래와 결합 - 목적격 조사: 모음 조화에 따라 ‘을/를’, ‘ᄋᆞᆯ/ᄅᆞᆯ’로 나타남 - 명사형 어미: ‘-옴/-움’이 쓰임 | - 조사의 쓰임 - 비교 부사격 조사: ‘와/과’가 쓰임 - 주격 조사: ‘이/가’가 앞 낱말에 붙여서 씀 - 목적격 조사: '을/를'이 쓰임. - 명사형 어미: ‘(으)ㅁ’이 쓰임 |
| 낱말의 차이 | - 어리다: (형용사) 어리석다 - 어엿브다: (형용사) 불쌍하다 | - 어리다: (형용사) 나이가 적다 - 어여쁘다: (형용사) 아름답다                                                                                              |

## 같이 보기
- 훈민정음
- 1446년
- 세종
- 훈민정음 운해
- 정인지

## 참고 자료
- 「외솔 최현배 학문과 사상」, 국어학, 김석득 저, 연세대학교출판부(2000년, 119~253p)
- 「세종처럼」, 문화 국가 비전 훈민정음 창제, 박현모 저, 미다스북스(2008년, 274~295p)
- 「한권으로 읽는 세종대왕실록」, 훈민정음은 어디서 기원했나?, 박영규 저, 웅진지식하우스(2008년, 119~120p)